# Rezerwat przyrody Wojsławice
Rezerwat przyrody Wojsławice – leśny rezerwat przyrody utworzony Zarządzeniem Ministra Leśnictwa i Przemysłu Drzewnego z 16 stycznia 1978 r. z inicjatywy prof. Romualda Olaczka z Uniwersytetu Łódzkiego. Znajduje się on na terenie leśnictwa Szadek, w Nadleśnictwie Poddębice, w gminie Zduńska Wola (powiat zduńskowolski, województwo łódzkie). Obszar rezerwatu jest otoczony drzewostanem uroczyska Wojsławice, jego wschodnią granicę stanowi magistrala kolejowa Śląsk – porty.
Rezerwat zajmuje powierzchnię 96,69 ha (akt powołujący podawał 97,29 ha).
Celem ochrony rezerwatu jest zachowanie ze względów naukowych i dydaktycznych ekosystemów leśnych o cechach grądu, łęgu jesionowo-olszowego oraz boru mieszanego z jodłą na północnej granicy zasięgu. Ok. 50% rezerwatu stanowi teren podmokły, niedostępny w okresach opadów deszczu. Dominującym gatunkiem jest jodła, poza tym występuje świerk, sosna, brzoza, grab, dąb, osika. Najstarsze okazy jodły osiągają wysokość 33 m. Podszyt jest bardzo bogaty. Najliczniej występuje w nim kruszyna, jarzębina, bez czarny, leszczyna, szakłak. W zbiorowisku grądowym występują najliczniej: gajowiec żółty, zawilec gajowy, przylaszczka, prosownica rozpierzchła, nerecznica samcza, fiołek leśny. W runie najliczniej występują: skrzyp leśny, czyściec, gajowiec żółty, turzyca leśna, zawilec gajowy, podagrycznik, przylaszczka.